# Lidová demokracie (deník)
Lidová demokracie byl český deník Československé strany lidové vycházející v letech 1945 až 1994. Navazoval na lidovecké noviny Lidové listy, které vycházely od roku 1922. V závěru roku 1992 prodala KDU-ČSL tento deník a. s. Pragoprint, jejímž předsedou představenstva byl podnikatel Fidelis Schlée, který docílil toho, že deník následně přestal vycházet úplně. K faktickému zániku poté došlo v létě 1994, kdy Pragoprint dal Lidovou demokracii do užívání vydavateli deníku Lidové noviny; tím bylo její vydávání k 23. červenci 1994 zastaveno.

## Šéfredaktoři Lidové demokracie
- Josef Doležal (šéfredaktor 1945–1948)
- Karel Horalík (šéfredaktor od 1948)
- Rostislav Petera (šéfredaktor 1948–1963; 1968–1969) – představitel prokomunistického levicového křídla v ČSL, působil nejprve v brněnské redakci, pak byl činný v prorežimní Katolické akci. Po odchodu z redakce byl až do smrti jako předseda ČSL a člen České národní rady
- František Touška (4. 7. 1963 – 3. 6. 1970)
- Stanislav Toms (1977–1989)
- Jiří Navrátil (1989–1990)[2]
- Emerich Mach (1990–1991)
- Zdeněk Šedivý (1991–1992)
- Jan Decker (1992–1993)

## Historie

### Poválečné období (1945–1948)
Lidová demokracie vznikla v důsledku stranických potřeb obnovy tisku po druhé světové válce a sloučením dříve vycházejících periodik Lidovecké noviny a Lidové listy. I nadále však vycházely další lidovecké noviny jako např. Obzor, Vývoj nebo v Olomouci Osvobozený našinec. Rozhodnutím nového Plojharovského vedení ČSL po únoru 1948 však bylo vydávání těchto dalších listů z toho důvodu, že se staly pro nový režim nepohodlnými zastaveno. Zpočátku byl jejich šéfredaktorem Josef Doležal a jeho odpovědným zástupcem dr. Karel Formánek.
Dosah novin však nebyl příliš veliký – obecně nebyly schopné konkurovat ostatním novinám, které tehdy běžně vycházely. Lidovou demokracii, která vycházela denně mimo pondělí tiskly Československé tiskařské a vydavatelské podniky (Č. A. T.) v rozsahu šesti až osmi stran na jedno vydání. Mezi přispěvatele se řadili tehdy převážně ať už běžní straníci, zákonodárci, ale i jiní příslušníci ČSL mezi nimiž nechyběli i odpůrci klerikalismu strany z pravicově zaměřeného spektra (Helena Koželuhová) či publicisté z širokého společenského spektra (Pavel Tigrid, František Hanzelka, Jiří Hoetzel, Antonín Plhal, Vladimír Sís,Jan Strakoš, Vojtěch Mixa, František Weyr, Jaroslav Šterc, Vratislav Preclík, Pavel Jedlička nebo Miroslav Horčička).
V průběhu „horkého léta“ 1947 Lidová demokracie aktivně napomáhala zmírňování napětí a eufemizaci problémů mezi Čechy a Slováky, kteří se velmi obtížně vyrovnávali s důsledky předchozí existence Slovenského „ľudového“ státu. Sama ČSL cítila a doufala, že při navázání pozitivních kontaktů se Slovenskem by mohlo dojít ke spojení hlavních křesťanských demokratických stran (především slovenské Demokratické strany, která byla faktickým vítězem slovenských poválečných voleb) s ČSL, což by vedlo k efektivnějšímu vzdorování proti sílícímu vlivu KSČ a pokusům o vliv ze strany KSS. Často se tak mohl čtenář dočíst o „vlivu slovenského katolicismu pro čechoslovakismus“ nebo že „slovenské katolictví má k republice kladný poměr“. Vytváření jisté „slovenské idyly“ napomáhal proaktivně i sám Pavel Tigrid ve svém komentáři „Slovenské dojmy“, který v srpnu vycházel v LD na pokračování.

### Období zlovůle a totalitní kontroly (1948–1967)
Krátce po komunistickém puči v únoru 1948, došlo k rozsáhlým změnám v redakci (někteří jako mj. Tigrid uprchli za hranice) a Doležala s Formánkem nahradil Karel Horalík. „Obrozená“ Lidová demokracie se již od konce února hlásila s titulem orgánu „nově ustaveného akčního výboru, postavivšího se do čela obrozené lidové strany“ a stala se tak jasným nástrojem nově vzniklého prokomunistického aparátu. Zpravodajství o politickém zpravodajství domácím a zahraničním vycházelo v tu dobu v rozsahu tří stran, čímž zabíralo téměř polovinu rozsahu deníku.
Po roce 1948 deník převzal do té doby nezávislé Nakladatelství Vyšehrad, které následně roku 1953 přejmenoval na Nakladatelství Lidová demokracie, které bylo oficiálním vydavatelství a nakladatelstvím ČSL pro vydávání stranických brožur a školení. Zbývající knižní produkce, kterou navíc určoval výrazný straník Rostislav Petera (v tu dobu již tajně veden jako člen KSČ a v letech 1953–1963 pověřený vedením vydavatelství) se směla zabývat jen vydáváním českého venkovského románu 19. století. Vyšehrad Lidové straně následně zůstal až do roku 1992
Lidová demokracie – převážně i kvůli státnímu dozoru – zasahovala i do činnosti dalšího orgánu, kterým byly z důvodu potřeb režimu a Mírového hnutí katolického duchovenstva určené Katolické noviny, jejichž první čísla explicitně vytvářela sama redakce Lidové demokracie.

### Pražské jaro a normalizace (1968)
V souvislosti s celkovým uvolněním tisku nezahálela ani Lidová demokracie. Jejím prostřednictvím se především katoličtí čtenáři v průběhu roku dozvídali o všech do té doby zamlčených událostech perzekuce komunistického režimu z období konce čtyřicátých a průběhu padesátých let. Zásadním průlomem v tomto ohledu byl článek Jiřího Brabence „Jak a proč zemřel farář Josef Toufar“ z 12. května 1968, kterým začala malá série investigativních reportáží na toto téma. Ty znatelně podrývaly předchozí metody, na kterých stal režim, a demaskovaly i jeho propagandistické metody. Toto nezávislé zpravodajství však mělo příliš krátké trvání. Po invazi sovětských vojsk v srpnu 1968 se opět obnovil dohled KSČ nad veškerým tiskem (Lidovou demokracii nevyjímaje) a v tomto postavení setrval až do sklonku roku 1989.

### Demokratizace Lidové demokracie a úpadek (1990–1994)
V období po Sametové revoluci do redakce vstoupila řada nových redaktorů, kteří do té doby působili převážně ineditně v samizdatu (Radomír Malý, Pavel Švanda), tak i již zkušení novináři (Antonín Hošťálek, Václav Štěpánek), ale i ti, kteří s novinařinou teprve začínali nebo ji měli jen jako vedlejší činnost (Libor Jan, Tomáš Mazáč). Na druhou stranu cela řáda jiných redaktorů po „aféře Bartončík“ z redakce pro nesouhlas se stranickým vměšováním odešla. Celková adaptace deníku na změny ve společnosti se však nepodařila. Nejzásadnějším problémem byl rozchod postojů a neřešená transformace listu na svobodné poměry. Jiné byly představy redakce a jiné zase ze strany vedení lidové strany, která se sama snažila změnit si v rámci marketingu status ze strany „katolické“ na stranu středopravou s prvky křesťanské demokracie. Oproti progresivnějšímu vývoji strany se však v případě Lidové demokracuie měl prosazovat model prvorepublikového stranického tiskového orgánu, což nakonec vedlo k dalším redakčním odchodům, kdy odešla řada kapacit včetně šéfredaktora Navrátila, který byl nahrazen dosavadním zástupcem šéfredaktora Machem.
List sice po mnoho let vydělával miliónové sumy, ale nakonec si nesměl kvůli každoročním odvodům svých zisků vytvořit žádnou finanční rezervu a po aféře Bartončík navíc i výrazně klesl náklad listu, což vedlo k dalšímu finančnímu oslabení novin i samotného vydavatelství. V následku toho rozhodlo v listopadu 1992 vedení KDU-ČSL o prodeji Lidové demokracie vydavatelství Pragoprint. Pod jeho vedením však dosah deníku začal prudce upadat a vydavatel se dle mínění některých redaktorů netajil tím, že má v úmyslu ho zlikvidovat. K 23. červenci 1994 tak definitivně Lidová demokracie přestala vycházet.

## Kalendář
Při Nakladatelství Lidová demokracie (resp. Vyšehrad) v průběhu let 1948–1992 pravidelně vycházel nejprve Lidový kalendář přejmenovaný později na Kalendář Lidové demokracie, vycházející v podobě brožury s kalendářem a články na čtení. V katolickém spektru se stal natolik oblíbeným, že na něj následně navázal Cyrilometodějský kalendář, který v různých obměnách a v současnosti pod vydavatelem Katolický týdeník vychází dodnes.